# Рашича Гай
Рашича Гай (на сръбски: Рашића Гај) е село в Босна и Херцеговина, разположено в община Власеница, в ентитета на Република Сръбска. Намира се на 519 метра надморска височина. Населението му според преброяването през 2013 г. е 44 души, от тях: 23 (52,27 %) сърби, 19 (43,18 %) бошняци и 2 (4,54 %) мюсюлмани.

## Население
Численост на населението според преброяванията през годините:
- 1961 – 154 души
- 1971 – 200 души
- 1981 – 216 души
- 1991 – 218 души
- 2013 – 44 души